# GOLDEN☆BEST 雪村いづみ '70s&'80s
『GOLDEN☆BEST 雪村いづみ '70s&'80s』（ゴールデン☆ベスト ゆきむらいづみ セブンティーズ アンド エインティーズ）は、日本の歌手である雪村いづみのベスト・アルバム。
2004年3月24日にソニー・ミュージックハウスから発売された。

## 解説
雪村いづみ1枚目のゴールデン☆ベストシリーズ。70年代〜80年代にかけて録音した楽曲を集めたベスト・アルバム。全曲初CD化。

## 収録曲

### Disc 1
1. 涙
2. ナオミの夢
3. 別れの季節
4. 恋人
5. 私は泣かない
6. ためらい
7. はるかな未来
8. 歌のある限り
9. 今はバラ色が好き
10. 愛だなんててれくさい
11. ドライフラワーのように
12. あなたとなら
13. 娘に
14. 愛の休日
15. マイ ウェイ
16. ふたりはライバル
17. いとしいあなた -あふれる愛に-
18. 美しい女
19. 青いカナリヤ
20. 想い出のワルツ
21. ゆびさき模様

### Disc 2
1. セピア・メモリー
2. 次のページには (元サラリーマン風の唄)
3. 見上げてごらん夜の星を
4. 翼のない天使
5. NATURAL HIGH
6. MISSAMERICA
7. PUT IN A PACKAGE AND SOLD
8. DEAR TOM
9. OLD FRIEND
10. STRONG WOMAN NUMBER
11. FEEL THE LOVE
12. LONELY LADY
13. IN A SIMPLE WAY I LOVE YOU
14. HAPPY BIRTHDAY 〜 NATURAL HIGH
15. Stars [Live]
16. Guess Who I Saw Today [Live]
17. 大人と子供 [Live]
18. 約束 [Live]
19. 涙 [Live]